# Allen Hall
Allen Hall (* 4. Mai 1946 in Salt Lake City, Utah) ist ein US-amerikanischer Spezialeffektkünstler, der für seine Arbeit an den Filmen Forrest Gump und Pirates of the Caribbean – Fluch der Karibik 2 mit je einem Oscar ausgezeichnet wurde. Hall wurde darüber hinaus mit zwei BAFTA Awards geehrt und für 10 weitere Filmpreise nominiert.

## Leben
Allen Hall wurde in Utah geboren, allerdings zog seine Familie in den 1960er Jahren nach Burbank in Kalifornien um. Dort kam er mit der Filmindustrie in Kontakt, während er noch Schüler an der Burbank Highschool war. Seine Familie zog dann nach Thousand Oaks, dort schloss er die High School im Jahr 1964 ab. Hall studierte dann an der Brigham Young University in Utha und erlangte einen Bachelor im Fach Zoologie. Im Jahr 1973 traf Hall auf Glen Robinson, den er sechs Monate lang um eine Chance bat, bis ihm eine Assistenten-Funktion für den 1975 veröffentlichten Film Die Hindenburg zugestanden wurde. Später lernte Hall den Spezialeffektkünstler Joe Lombardi kennen, der ihm einen Job bei der Produktion von Apocalypse Now verschaffte. Für diesen Film entwickelte und produzierte Hall die verbrannten und entstellten Körper der toten Soldaten. Ab dem Jahr 1979 folgten dann größere Engagements, durch die er ab 1990 auch für Filmpreise nominiert wurde.
Allen Hall war in verschiedenen Dokumentarfilmen zu sehen, darunter in Creating the Kraken aus dem Jahr 2006 und The Making of Road to Perdition.
Allen Hall ist der Onkel von dem Schauspieler Matt Lutz.

## Filmografie (Auswahl)
- 1978: Killer-Bienen II – Terror aus den Wolken (Terror out of the Sky, von Lee H. Katzin)
- 1979: Liebe auf den ersten Biss
- 1980: Popeye
- 1981: Zorro mit der heißen Klinge
- 1982: Katzenmenschen
- 1983: Der Mann mit zwei Gehirnen
- 1984: Runaway – Spinnen des Todes
- 1986: Top Gun – Sie fürchten weder Tod noch Teufel
- 1987: Die schwarze Witwe
- 1987: The Untouchables – Die Unbestechlichen
- 1988: Die Geister, die ich rief …
- 1989: Der Club der toten Dichter
- 1991: Backdraft – Männer, die durchs Feuer gehen
- 1994: Forrest Gump
- 1997: Contact
- 1998: Schweinchen Babe in der großen Stadt
- 1998: Mein großer Freund Joe
- 2000: U-571
- 2000: Der Grinch
- 2002: Road to Perdition
- 2003: Terminator 3 – Rebellion der Maschinen
- 2005: Constantine
- 2006: Pirates of the Caribbean – Fluch der Karibik 2
- 2007: Pirates of the Caribbean – Am Ende der Welt
- 2013: Man of Steel
- 2014: 300: Rise of an Empire
- 2016: The Great Wall

## Filmpreise
Gewonnen
- 1995 für Forrest Gump:
  - „BAFTA Film Award“ der Best Special Visual Effects, zusammen mit Ken Ralston, George Murphy, Stephen Rosenbaum und Doug Chiang.
  - „Beste visuelle Effekte“ der Oscarverleihung 1995, zusammen mit Ken Ralston, George Murphy und Stephen Rosenbaum.

- 2007 für Pirates of the Caribbean – Fluch der Karibik 2
  - „Beste visuelle Effekte“ der Oscarverleihung 2007, zusammen mit John Knoll, Hal T. Hickel und Charles Gibson.
  - „BAFTA Film Award“ der Best Special Visual Effects, zusammen mit John Knoll, Hal T. Hickel und Charles Gibson.
  - Saturn Award der „Best Specia Effects“ der Academy of Science Fiction, Fantasy & Horror Films, zusammen mit John Knoll, Hal T. Hickel und Charles Gibson.
  - „Gold Derby Award“, zusammen mit John Knoll, Hal T. Hickel und Charles Gibson.

Nominierungen (Auswahl)
- 1992: „BAFTA Film Award“ der Best Special Visual Effects für Backdraft – Männer, die durchs Feuer gehen
- 1999: „Saturn Award“ der Academy of Science Fiction, Fantasy & Horror Films für Mein großer Freund Joe
- 2004: „Golden Satellite Award“ der Satellite Awards für Terminator 3 – Rebellion der Maschinen, zusammen mit Pablo Helman, Danny Gordon Taylor und John Rosengrant